# U-Boot-Klasse UF
| Baudaten             | Baudaten |
| -------------------- | --- |
| Schiffstyp           | Unterseeboot |
| Schiffsklasse        | Unterseeboot zur küstennahen Verwendung |
| Baubezeichnung:      | Projekt 48 ab UF 49 Projekt 48a |
| Bauwerft:            | Schichau/Elbing UF 1-20, UF 81-92 Joh. C. Tecklenborg/Geestemünde UF 21-32, UF 49-60 Atlas-Werke/Bremen UF 33-38, UF 73-76 Neptunwerft/Rostock UF 39-44, UF 77-80 Seebeck/Geestemünde UF 45-48, UF 61-72 |
| Kiellegung:          | ab Sommer 1918 |
| Stapellauf:          | kein Boot vom Stapel |
| Fertigstellung:      | geplant ab 1. Oktober 1918, keins fertiggestellt |
| Baukosten:           | k. A. |
| Technische Daten     | |
| Verdrängung:         | 364 ts Standard 480 ts getaucht |
| Länge:               | 44,6 m |
| Breite:              | 4,44 m |
| Tiefgang:            | 3,8 m |
| Antrieb:             | 2 × Dieselmotoren 440 kW (600 PS) 2 × Dieselmotoren 660 kW (900 PS) (ab UF 49) 2 × Elektromotoren 455 kW (620 PS) 2 Propeller                                                                            |
| Treibstoffvorrat:    | 29 t |
| Geschwindigkeit:     | 11,5 kn aufgetaucht 13 kn (ab UF 49) 7,25 kn getaucht |
| Reichweite:          | 4.000 sm/7,3 kn aufgetaucht 50 sm/4,6 kn getaucht |
| maximale Tauchtiefe: | 75 m |
| Besatzung:           | 25 Mann |
| Bewaffnung:          | 1 × 88 mm Utof C 01 L/30 5 × 500 mm Torpedorohre 2 Reservetorpedos |

Die U-Boot-Klasse UF war eine 1917 speziell für den Einsatz von den Marinebasen Ostende und Zeebrügge gegen britische Handelsschiffe im Kanal und in der Nordsee entwickelte U-Boot-Klasse der Kaiserlichen Marine für die Küstenverwendung.
Die Forderungen des Marinekorps Flandern (Kapt. z. S. Bartenbach), dem der Einsatz der Boote oblag, beschränkten sich im Herbst 1917 auf ein kampfkräftiges Einhüllenboot mit innenliegenden Ölbunkern, damit nach einer Wasserbombenverfolgung keine Bunkerleckagen entstehen sollten. Der neue Typ sollte aus dem Typ UB III entwickelt werden, da dessen Stabilitätsgrenze erreicht war und Verbesserungen konstruktiv nicht mehr realisierbar waren. Zudem sollten wegen der kurzen Entwicklungszeit Teile des Typs UC III, wie die Diesel- und Elektromotorenanlage, weitere Verwendung finden. Ein Hauptaugenmerk war auch auf möglichst kurze Tauchzeiten gerichtet. Möglichste Einfachheit der Konstruktion war ein weiteres Merkmal, um kleinere, bis dato nicht zum U-Boot-Bau herangezogene Werften mit einzubeziehen, sowie kurze Bauzeiten zu erhalten. Die Ablieferungen sollten ab dem 1. Oktober 1918 beginnen, so dass die Boote im Frühjahr 1919 einsatzbereit wären. Wegen der verspäteten Anlieferung der Motorenanlagen kam es jedoch zu Verzögerungen bis zum Januar 1919, so dass kein Boot mehr in Dienst gestellt wurde.
Der Typ firmierte in der Projektliste der Inspektion des U-Bootwesens unter der Nummer Projekt 48. Nach diesem Entwurf waren die ersten 48 Boote zu bauen. Die folgenden 54 Boote sollten nach dem weiterentwickelten Projekt 48a mit einer verstärkten Dieselmotorenanlage ausgerüstet werden, um eine höhere Überwassergeschwindigkeit zu erzielen.
Die Bauaufträge erfolgten zwischen dem 18. Dezember 1917 und dem 9. April 1918 mit dem Kriegsauftrag X bei den herangezogenen Werften. Die verbesserten Boote ab UF 49 bis UF 92 wurden zwischen dem 22. Mai 1918 und dem 2. Juli 1918 mit dem Kriegsauftrag AF geordert. Weitere Bestellungen erfolgten nicht, da man der Meinung war, den akuten Bedarf damit decken zu können. Nach dem Auslaufen der Fertigung 1920 sollte dann der verstärkte und größere Typ UG (Projekt 51) weitergebaut werden.
Noch 1926 wurde der Typ Projekt 48a im Mobilmachungsplan A der Reichsmarine vorgesehen. Dies war bis 1929 der Fall, als durch die geheimen Rüstungsbestrebungen in Verbindung mit dem Ingenieurskantoor voor Scheepsbouw in Deen Haag für das Ausland (Spanien, Finnland, Türkei) modernere Typen konstruiert wurden. Das Projekt 48a war einer der Ausgangspunkte für den Unterseeboots-Typ II der Kriegsmarine des Dritten Reiches.
Obwohl 1926 in den Archiven noch 27 Pläne des Typs vorhanden waren, hat davon offenbar keiner den Zweiten Weltkrieg überdauert. Neuere Publikationen beinhalten deshalb immer eine rekonstruierte Typsskizze. Die U-Boot-Klasse UF glich äußerlich dem finnischen Typ Vesikko sowie dem Typ IIA der späteren Kriegsmarine, auch die innere Anordnung war in etwa dieselbe.